# Буш, Владимир Владимирович
Влади́мир Влади́мирович Буш (4 [16] января 1888, Санкт-Петербург — 14 мая 1934, Ленинград) — российский и советский литературовед, этнограф, краевед, фольклорист, библиограф, профессор.

## Биография
Владимир Владимирович Буш — выходец из семьи обрусевших немцев, внук крупного богатого домовладельца Санкт-Петербурга. Начальное образование получил в семье. Затем поступил и окончил гимназию для мальчиков Анненшуле.
В 1910 году Буш окончил историко-филологический факультет Императорского Санкт-Петербургского университета. Занимался древнерусской литературой (выпускник семинара) в семинаре профессора И. А. Шляпкина. Посещал легендарный Пушкинский семинарий С. А. Венгерова. Был рекомендован для подготовки к магистерскому испытанию и профессорскому званию. Его первая печатная работа «Среди новых исследований былин» вышла в 1913 году и представляла собой обзор всего сделанного исследователями и собирателями фольклора за 12 лет (1900—1912).
После университета почти пять лет проработал словесником в Митавском реальном училище, Санкт-Петербургском училище при реформатских церквах и в Юрьевской гимназии.
В 1915 году сдал магистерский экзамен. Тема клаузурного сочинения В. В. Буша по записи учителя И. А. Шляпкина — «Взгляды В. Ф. Миллера на русскую народную эпику», датированная 15 декабря 1914 г. Экзамен сдан успешно и определена тема для научного исследования (диссертация не была осуществлена) — «„Хождение Трифона Коробейникова“ — литературный памятник XVI в.».
С 1916 по 1920 год был приват-доцентом Петроградского университета. Параллельно преподавал в различных средних учебных заведениях Санкт-Петербурга, на Городских курсах увечных воинов для подготовки народных учителей и на Высших Бестужевских курсах, где читал курс по книговедению. 17 января 1916 года в Петрограде учрежден частный историко-литературный кружок, который занялся изучением вопроса русской журналистики. Среди его членов был и В. В. Буш, который активно включился в работу по описанию журналов второй половины XIX века.
Как участник семинара Венгерова занимался книговедением и библиографией и потому в 1917 году по его приглашению стал сотрудником Книжной палаты. С 1917 по 1920 годы Буш был членом Совета Книжной палаты, редактором издаваемых еженедельных летописей и заведующим отделом регистрации и описания книг.
В марте 1917 года в связи с подготовкой к выборам в Учредительное собрание Буш вступил в партию кадетов. В мае 1917 года частный историко-литературный кружок, в который входил Буш, был реорганизован сначала в комиссию по описанию русских журналов первой четверти XIX века при Русском библиологическом обществе, а затем полным составом вошел в члены Книжной палаты с сохранением обозначения комиссии.
В июне того же года вместе с Ю. Г. Оксманом участвовал в разборе архива Министерства народного просвещения в связи с его реорганизацией. Как один из участников всеобщей забастовки в связи с не полным поддержанием событий Октябрьской революции в конце ноября был арестован и содержался почти три недели в «Крестах». Освобожден в середине декабря по прошению директора Книжной палаты С. А. Венгерова и учёного секретаря А. Г. Фомина.
В 1918 году был избран штатным приват-доцентом II Государственного университета (Психоневрологического института). На 33-м заседании президиума Книжной палаты 14 августа 1918 года представил проект реформирования Книжной летописи, который предусматривал среди учета прочих изданий вести дополнительно регистрацию всех видов отчетов, афиш, плакатов. Особо оговаривал Буш специальный учет картографических изданий и рисунков. В конце 1918 года вышел из членов партии Народной свободы (партии кадетов).
В 1919 году подготовил записку о необходимости государственного библиографического учета летучих изданий в рамках работы Книжной палаты. 1 сентября 1919 года по решению Петроградской Чрезвычайной Комиссии начались массовые обыски и аресты, В. В. Буш был арестован по обвинению в принадлежности к партии кадетов и как один из её активных участников. Ходатайство за Буша перед Максимом Горьким, А. В. Луначарским, Л. Б. Каменевым и другими возымели действие и по постановлению Петроградской Губернской Чрезвычайной Комиссии был освобождён из-под ареста 18 сентября 1919 года. В октябре-ноябре Буш активно участвовал в подготовительных работах по организации Ташкентского (Туркестанского) государственного университета. 19 декабря принимал участие в 113-м заседании президиума Книжной палаты, на котором был принят ряд специальных документов, подготовленных собственно Бушем и в соавторстве с Венгеровым.

### Ташкент
В 1920 году Буш был избран профессором Ташкентского (Туркестанского) государственного университета и был приглашён возглавить (организовывать) факультет общественных наук (декан), в который входили историко-филологический (профессор словесности) и юридический факультеты. В университете читал лекции по русской словесности, русскому языку и др. Параллельно с избранием в университет С. А. Венгеров поручил Бушу возглавить в качестве заведующего Среднеазиатское отделение Книжной палаты. До 1922 года Буш совмещал эти должности. В апреле 1920 года ходатайствовал перед Государственным издательством о присылке одного экземпляра белогвардейской литературы для учета её в «Летописи». Предлагал различные формы усовершенствования изданий Книжной палаты, например, распределение материала в регистрационной части «Летописи» по систематическому принципу и др. В 1920 году под редакцией В. В. Буша выходит библиографическое описание летучих изданий как один из выпусков «Временника» Книжной палаты.
В 1921—1929 годах работал внештатным сотрудником Института новой русской литературы в Петрограде.

### Петроград
В декабре 1922 года Буш вернулся в Петроград, где возобновил работу в Едином Петроградском университете в качестве профессора, читал курсы истории древнерусской литературы и истории фольклористики. Затем стал научным сотрудником 1-го разряда Института сравнительной истории литератур и языков Запада и Востока им. А. Н. Веселовского при Петроградском университете. В этом качестве работал до 1924 года.
В 1922—1923 годах читал курс истории книги на Высших курсах библиотековедения при Публичной библиотеке.

### Саратов
В 1924 году по приглашению ректора Саратовского государственного университета им. Н. Г. Чернышевского С. Р. Миротворцева, в связи с отъездом Б. М. Соколова в Москву для организации Центрального государственного музея народов СССР, был избран на должность профессора, а с 1926 года стал и деканом педагогического факультета университета, приняв этот пост от П. С. Рыкова. Буш поддерживал и налаживал работу 30 учебно-вспомогательных подразделений факультета, в дальнейшем выросших в самостоятельные учреждения. Была организована возможность продолжения образования студентов не только при Саратовском университете, что практиковалось и ранее, но и при центральных научно-исследовательских институтах страны (то есть была организована аспирантура).
С 1925 года включился в работу различных общественных организаций. В этом году Буш стал консультантом Нижневолжского научного общества краеведения и Нижневолжского краевого музея, одним из инициаторов и деятельных участников (входит в оргкомитет конференции и возглавляет методологическую и консультационную секции) региональной учительской конференции, вошёл в число «друзей книги» (консультант) при Фундаментальной библиотеке Саратовского государственного университета им. Н. Г. Чернышевского. При участии сотрудников краевого музея и кафедры университета организовал и возглавил фольклорные экспедиции в села Вольского уезда Саратовской губернии (1925 и 1926 годов).
С 1926 по 1927 год Буш являлся председателем этнографического отделения Нижневолжского научного общества краеведения. Сотрудники и сам председатель описывали все имеющиеся архивные материалы, хранящиеся в музеях и библиотеках города и губернии. На заседаниях общества рассматривались материалы фольклорных экспедиций, зачитывались доклады по этнографии местного края, обсуждались готовящиеся и вышедшие издания фольклорной, этнографической и краеведческой тематики. В рамках общества совместно с землячествами мордвы, чуваш, украинцев и других национальностей, проживающих на Саратовской земле, устраивались поэтические и музыкальные вечера национальных культур.
С 1927 по 1928 год Буш возглавлял работу Саратовского бюро секции научных работников по описанию и регистрации научных учреждений и научных работников города. В этом же году под его редакцией вышел справочник, суммирующий материалы проведенной работы. В последующие годы материалы этого издания представляли научный Саратов в центральных изданиях подобного рода.
В 1928 году Буш стал главным инициатором создания Общества литературоведения при Саратовском университете. На первом же заседании Общества 29 февраля 1928 года он был избран его председателем и решением бюро Общества редактором научных изданий (сборника «Литературные беседы»). Председатель Общества и все бюро считали своей главной целью объединение саратовских литературоведов по различным аспектам исследовательской работы, а также её координацию и тесную связь с центральными литературоведческими и научными организациями и обществами. В рамках Общества Буш организовал открытые лекции членов общества в самых разнообразных аудитория (рабочих клубах, на предприятиях и заводах, в музеях и библиотеках). По предложению Буша в музее Н. Г. Чернышевского открылась «Литературная гостиная», а в редакции газеты «Поволжская правда» проводились читки для сотрудников районных газет. В 1931 году В. В. Буш вышел из состава общества из-за переезда в Ленинград.
В 1928 и 1929 годах Буш входил в особую комиссию по ликвидации неграмотности и малограмотности Нижневолжского края, участвовал в издании информационного бюллетеня этой комиссии.
В апреле 1929 года Буш как декан педфака СГУ входил в оргкомитет второй краевой конференции-курсов для преподавателей педтехникумов. К конференции-курсам были разработаны программа и лекции по педагогическим дисциплинам. На этой конференции Буш выступил с докладом «Организация связи педтехникумов и педфака».
В мае 1930 года Буш стал кандидатом в члены ВКП(б). 29 июня 1930 года, после смерти А. А. Лебедева (заведующего отделом редких книг и рукописей Фундаментальной библиотеке Саратовского университета, подал прошение на эту должность. В библиотеке в качестве заведующего отделом проработал до конца марта 1931 года и передал свои дела новому заведующему, которого рекомендовал Библиотечному совету — И. В. Волк-Леоновичу.

### Ленинград
С апреля 1931 года Буш был избран (по предложению Президиума АН СССР) ученым секретарем Пушкинского Дома (до сентября 1932 года) и стал членом ВКП(б). В этом же году был рекомендован в члены-корреспонденты Академии наук СССР (избран не был в виду начавшихся «чисток»). В Пушкинском Доме до 18 марта 1931 года работал заведующим Рукописным отделом, с 10 октября 1932 года — старшим учёным специалистом, затем сотрудником Научно-исследовательского сектора, позднее — заведующим Литературным музеем.
11 октября 1933 года Буш был исключен решением комиссии по «чистке» из рядов ВКП(б) «как активный член кадетской партии в 1917—1918 гг., участвовавший в организации саботажа против Советской власти». Буш обратился в областную комиссию по «чистке» с просьбой пересмотреть дело и отменить решение об исключении его из партии. Однако постановлением Пленума областной комиссии по «чистке» от 21 декабря 1933 года решение районной (Василеостровской) комиссии было подтверждено. Буш повторно обратился с просьбой о пересмотре его дела. При повторном рассмотрении заявления Буша постановлением Облкомиссии от 25 марта 1934 года решение было отменено, и Буш был восстановлен в рядах Компартии. Заседание проходило без его участия, поскольку сам Буш к тому моменту уже почти третий месяц находился в состоянии паралича. Жена Вера Николаевна Буш так характеризовала эту ситуацию: «Клевета и мерзости во время чистки и послужило смертью 14/V-1934 г.».
14 мая 1934 года Буш скончался в Ленинграде и был похоронен на Смоленском православном кладбище.

## Научная и преподавательская деятельность
В сферу научных интересов В. В. Буша входили:
- Устное народное поэтическое творчество;
- История древнерусской литературы;
- История русской литературы XIX—XX веков;
- История русской поэзии XIX—XX веков;
- Вопросы творчества А. С. Пушкина, Н. Г. Чернышевского, Гл. Успенского, А. И. Эртеля и др.;
- Библиографическая работа;
- Краеведение;
- Этнография;
- История книги;
- Библиология;
- Проблемы филологического образования;
- Методика и методология филологической науки.

В разные годы читал спецкурсы: «Памятники старинного русского воспитания в связи с историей древнерусской письменности и культуры», «Памятники народного творчества в связи с историей их изучения», «Памятники древней письменности в связи с историей их изучения», «По истории фольклористики» и другие. Основные лекционные историко-литературные курсы: «История русской литературы до XIX в.», «История русской литературы» и «Новейшая русская литература» и другие. Кроме того, некоторое время читал основной курс «История русского языка» и «История немецкого языка». Специальные курсы по методике и методологии: «Методика преподавания родного языка», «Методика преподавания словесности», «Методология истории литературы» и другие.
Столь разноплановая общественно-научная и преподавательская деятельность В. В. Буша дополнялась собственно исследовательскими трудами о творчестве писателей-народников. В работах о Гл. Успенском, Н. Е. Каронине-Петропавловском, А. И. Эртеле и других он не только рассматривал опубликованные произведения писателей, но и вводил в научный оборот неизвестные архивные материалы.

## Основные работы
- Среди новых исследований былин // Русский филологический вестник. СПб., 1913. № 3. С. 144—150 и № 4. С. 314—331 (Тоже. Отдельный оттиск. Варшава, 1913. 32 с.);
- «Житие Петра Великого» Стефана Писарева. Пг., 1915. 32 с.;
- Памятники старинного русского воспитания: (к истории древне русской письменности и культуры. Архивная копия от 18 мая 2017 на Wayback Machine Пг., 1918. 120 с.;
- Илья Александрович Шляпкин : (некролог). Пг., 1920. 16 с.;
- Старинные азбуки прописи. Пг., 1920. 32 с.;
- История книги. Пг., 1923. 48 с.;
- Жена писателя А. В. Бараева-Успенская. Л., 1924. 62 с. (Труды Пушкинского Дома при Российской Академии наук);
- Гл. Успенский (В мастерской художника слова): этюды. Саратов, 1925. 154 с.;
- Литературная деятельность Гл. Успенского: (очерки). Балаково, 1927. 264 с. (Труды Пушкинского Дома при АН СССР);
- «Устои» Н. Н. Златовратского // Русский язык в советской школе. М., 1930. № 6. С. 55-74;
- Творчество Н. А. Каронина Петропавловского (очерк) // Литературные беседы : сборник / отв. ред. В. В. Буш. Саратов, 1930. Вып. 2. С. 8-32;
- Материалы к биографии Каронина // Литературные беседы : сборник / отв. ред. В. В. Буш. Саратов, 1930. Вып. 2. С. 33-47;
- Рукописное отделение Фундаментальной библиотеки Государственного Университета : (краткие сведения) // Литературные беседы : сборник / отв. ред. В. В. Буш. Саратов, 1930. Вып. 2. С. 290—291;
- Краткое описание отдела редких книг и отделения рукописей Фундаментальной библиотеки Саратовского университета / авт.-сост. В. В. Буш. 2-е изд. Саратов, 1931. 8 с.;
- Марксисты 90-х годов в письмах к Н. К. Михайловскому Архивная копия от 15 февраля 2020 на Wayback Machine // Литературное наследство. Т. 1. М., 1931;
- Очерки литературного народничества 70—80 х годов / В. В. Буш. М. ; Л., 1931. 164 с.

Кроме того, ученым подготовлены ряд собраний сочинений Гл. Успенского, избранные сочинения Н. Г. Чернышевского и др.